# Васильєв Олександр Миколайович (футболіст, 1992)
Олександр Миколайович Васильєв (рос. Александр Николаевич Васильев; нар. 23 січня 1992, Уфа, Башкортостан, Росія) — російський футболіст, атакувальний півзахисник.

## Життєпис
Вихованець башкирського футболу, перший тренер — Рашид Фазлиєв. Розпочинав займатися футболом на стадіоні «Труд» (нині знесений, на його місці збудовано льодовий палац «Уфа-Арена»). 2008 року приєднався до московського ЦСКА. З 2009 року виступав за молодіжний склад (60 матчів, 18 голів — у молодіжній першості). За основний склад дебютував 2 грудня 2010 року у матчі групового раунду Ліги Європи проти швейцарської «Лозанни», вийшовши на 75-й хвилині зустрічі.
10 лютого 2012 року разом із Олексієм Нікітіним перейшов в оренду до «Єнісея». 10 липня 2012 року відданий в оренду «Уфі». Дебютував за нову команду в першому турі ФНЛ в поєдинку зі «Спартаком» (Нальчик). 31 липня 2013 року перейшов у «Ростов». 30 жовтня 2013 року зіграв свій перший матч у складі «Ростова», у Назрані в 1/16 фіналу Кубку Росії 2013/14 проти місцевого «Ангушта», в якому також забив свій перший м'яч.